# التیکارا، سیهان
التیکارا، سیهان (به لاتین: Altıkara, Ceyhan) یک منطقهٔ مسکونی در ترکیه است که در استان آدانا واقع شده‌است.

## خصوصیات
التیکارا ۶۸ نفر جمعیت دارد.